# Hamburg (Minnesota)
Hamburg es una ciudad ubicada en el condado de Carver en el estado estadounidense de Minnesota. En el Censo de 2010 tenía una población de 513 habitantes y una densidad poblacional de 872,56 personas por km².

## Geografía
Hamburg se encuentra ubicada en las coordenadas 44°43′57″N 93°57′47″O / 44.73250, -93.96306. Según la Oficina del Censo de los Estados Unidos, Hamburg tiene una superficie total de 0.59 km², de la cual 0.59 km² corresponden a tierra firme y (0%) 0 km² es agua.

## Demografía
Según el censo de 2010, había 513 personas residiendo en Hamburg. La densidad de población era de 872,56 hab./km². De los 513 habitantes, Hamburg estaba compuesto por el 94.93% blancos, el 0% eran afroamericanos, el 0.19% eran amerindios, el 0.19% eran asiáticos, el 0.19% eran isleños del Pacífico, el 4.48% eran de otras razas y el 0% pertenecían a dos o más razas. Del total de la población el 7.02% eran hispanos o latinos de cualquier raza.